# Yeshua

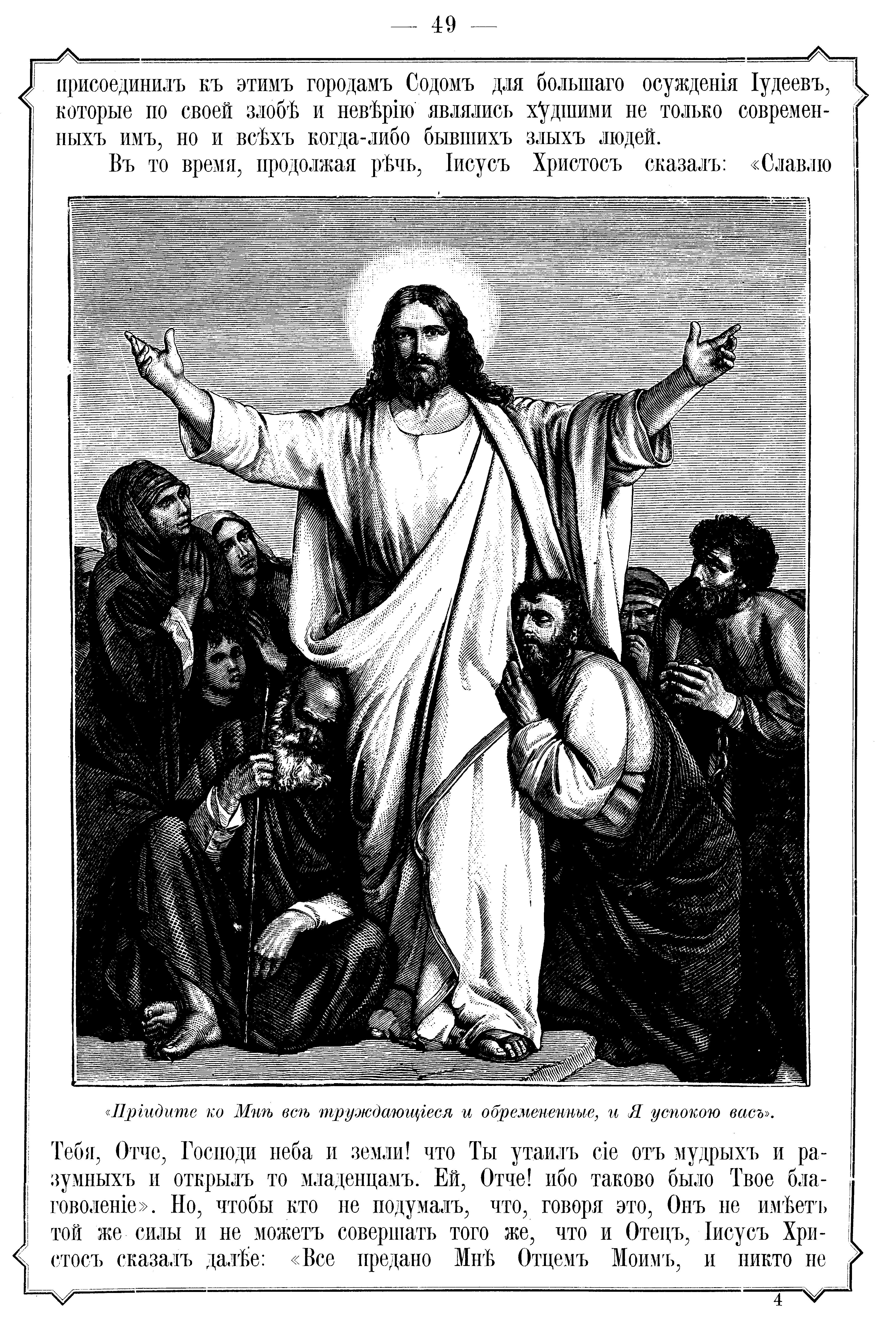
Nhân vật Yeshua (יֵשׁוּעַ/Yēšūaʿ) được cho là nguyên mẫu của tên gọi Jesus trong tiếng Anh

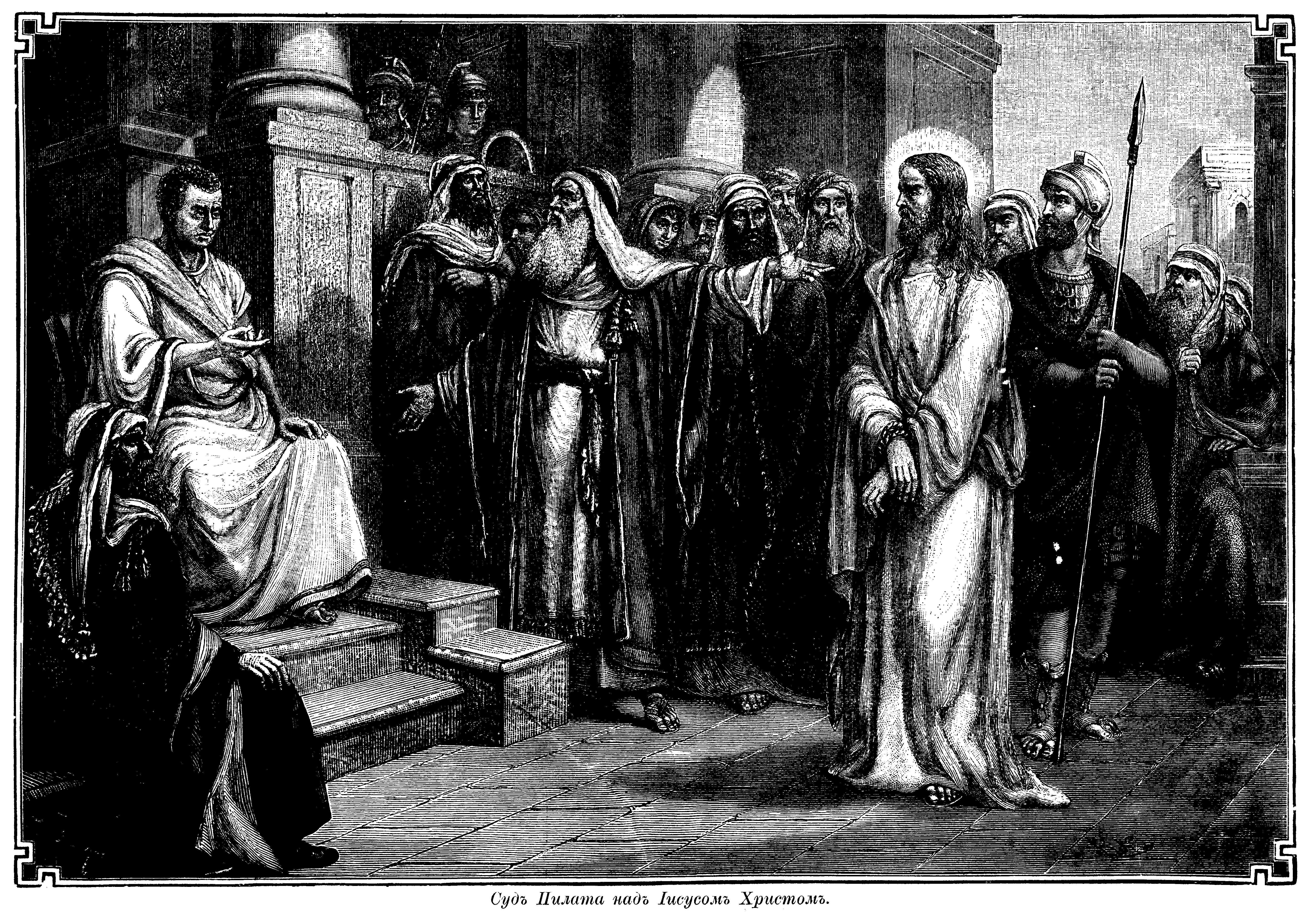
Nhân vật Yeshu (יֵשׁוּ/Yēšū) cũng được đề cập đến trong văn học Do Thái chỉ về Jesus

Yeshua (tiếng Do Thái: יֵשׁוּעַ/Yēšūaʿ) là tên gọi danh xưng của một nhân vật được nhắc đến nhiều lần trong Kinh thánh Do Thái và văn học Do Thái như là một tên gọi dạng thay thế phổ biến của cái tên Yehoshua (יְהוֹשֻׁעַ/Yəhōšūaʿ/Joshua) trong các cuốn kinh sách giai đoạn sau này của Kinh thánh tiếng Do Thái và những người Do Thái thuộc Thời kỳ Đền thờ thứ hai, tên gọi này tương ứng với cách đánh vần bằng tiếng Hy Lạp là Iesous (Ἰησοῦς) từ đó, thông qua tiếng Latinh là Iesus, sau đó phiên qua tiếng Anh là Jesus. Tên gọi này xuất hiện rất nhiều lần trong các Kinh sách cổ chỉ về những nhân vật gắn với các bối cảnh khác nhau dẫn đến khi khảo cứu lịch sử thì các nhà nghiên cứu buộc phải đối mặt với một câu hỏi hóc búa mà các nhà sử học cho đến ngày nay vẫn đau đầu đó là nghi vấn liệu đây (Yeshua/Yeshu) có chính xác mới là tên gọi đích thị của chúa Jesus hay không.

## Ghi nhận
Yeshua trong tiếng Do Thái đánh vần là Yēšūaʿ (ישוע) xuất hiện trong một số cuốn sách sau này của Kinh thánh tiếng Do Thái. Một lần cho ra cái tên Joshua là con trai của Nun, và 28 lần cho Thượng tế Joshua và các linh mục khác tên là Jeshua, mặc dù chính những linh mục này cũng được đánh vần là Joshua trong 11 trường hợp khác trong các sách của sách Haggai và sách Xa-cha-ri (Zechariah). Nó khác với cách viết thông thường trong Kinh thánh tiếng Do Thái của Joshua (יְהוֹשֻׁעַ/Yəhōšūaʿ) được tìm thấy 218 lần trong Kinh thánh tiếng Do Thái, trong trường hợp không có phụ âm ה và nó cũng khác với cách đánh vần tiếng Do Thái là Yeshu (ישו) được tìm thấy trong từ điển Ben-Yehuda và được sử dụng trong hầu hết các bối cảnh thế tục ở Tiếng Do Thái hiện đại để chỉ Chúa Giêsu, mặc dù cách đánh vần tiếng Do Thái Yēšūaʿ (ישוע) thường được sử dụng trong bản dịch Tân Ước sang tiếng Do Thái và được sử dụng bởi những người theo đạo Cơ Đốc nói tiếng Do Thái ở Israel.
Cái tên Yeshua cũng được sử dụng trong các văn bản lịch sử tiếng Do Thái để chỉ các Giô-suê khác được ghi trong các văn bản tiếng Hy Lạp như Jesus ben Ananias và Jesus ben Sira. Trong tiếng Anh, cái tên Yeshua được sử dụng rộng rãi bởi những người theo Do Thái giáo Mê-si, trong khi các giáo phái Kitô giáo theo lễ nghi Đông Syria sử dụng tên ʿIsho để bảo tồn tên bằng tiếng Syria của Chúa Giêsu. Bộ phim năm 2004 có tựa đề The Passion of the Christ được thực hiện bằng Aramaic đã sử dụng Yeshua làm tên của Chúa Giêsu và là tác phẩm Cơ đốc giáo phương Tây nổi tiếng nhất đã làm như vậy. Còn biến thể tên gọi Yeshu (tiếng Do Thái: יֵשׁוּ/Yēšū) là tên của một hoặc nhiều cá nhân được đề cập trong văn học Do Thái, được một số người nghĩ là đề cập đến Chúa Giêsu khi được sử dụng trong kinh Talmud. Tên Yeshu  cũng được sử dụng trong các nguồn khác trước và sau khi Talmud của Babylon hoàn thành. Đây cũng là cách viết hiện đại của người Israel chỉ về Jesus.
Việc xác định Chúa Giêsu với bất kỳ cá nhân nào có tên "Yeshu" có rất nhiều vấn đề, vì hầu hết các cá nhân này được cho là đã sống trong những khoảng thời gian khác xa với thời kỳ Chúa Giêsu. Như nhà sử học David Berger đã nhận xét rằng dù người ta nghĩ gì về số lượng Chúa Giêsu thời cổ đại, không ai có thể đặt câu hỏi về tính đa dạng của Chúa Giêsu trong cuộc bút chiến Do Thái thời Trung cổ. Nhiều người Do Thái không hề quan tâm đến lịch sử đã buộc phải đối mặt với một câu hỏi lịch sử/tiểu sử mà các nhà sử học cho đến ngày nay vẫn đau đầu. Tuy nhiên, câu trả lời có thể xảy ra là văn học của giáo sĩ Do Thái thường không phải theo nghĩa đen mà mang tính ngụ ngôn, do đó các câu chuyện có thể được bịa ra để gợi lên một ý nghĩa sâu sắc hơn hoặc một thông điệp bí mật đòi hỏi kiến thức nội bộ để hiểu đầy đủ vấn đề này. Có một số đoạn trong Talmud được một số học giả tin rằng có liên quan đến Chúa Giêsu. Tên được sử dụng trong Talmud là "Yeshu", cách phát âm Aramaic (mặc dù không đánh vần) của tên tiếng Do Thái là Yeshua.
Hầu hết các câu chuyện Talmud xoay quanh một cá nhân tên là "Yeshu" đều được khoanh vùng trong các khoảng thời gian không phù hợp với sự đồng thuận mang tính học thuật về cuộc đời của Chúa Giêsu (Chúa Giêsu lịch sử), với sự khác biệt về thời gian đôi khi lên tới một thế kỷ trước hoặc sau ngày sinh và ngày chết được chấp nhận của Chúa Giêsu. Sự đa dạng rõ ràng của "Yeshu" trong văn bản đã được sử dụng để bảo vệ tính đúng đắn của Kinh Talmud trước những cáo buộc của Cơ đốc giáo về việc báng bổ Chúa Giê-su ít nhất là từ thế kỷ XIII. Trong kỷ nguyên hiện đại, có nhiều quan điểm khác nhau giữa các học giả về khả năng đề cập đến Chúa Giê-su trong Talmud, tùy thuộc một phần vào các giả định về mức độ mà các giáo sĩ Do Thái cổ đại bận tâm đến Chúa Giê-su và Cơ đốc giáo. Phạm vi quan điểm này của các học giả hiện đại về chủ đề này đã được mô tả là từ "những người theo chủ nghĩa tối giản" (hiểu theo nghĩa hẹp nhất) xem ít đoạn văn có đề cập đến Chúa Giê-su cho đến "những người theo chủ nghĩa tối đa" (hiểu theo nghĩa rộng nhất) cho rằng nhiều đoạn văn có đề cập đến Chúa Giê-su (Jesus).
Ở Việt Nam hiện nay thì trong vùng đồng bào dân tộc Mông trên địa bàn một số tỉnh miền núi phía Bắc Việt Nam và Tây Nguyên xuất hiện hoạt động của tà đạo "Giê Sùa" xuyên tạc Kinh Thánh để lừa mị, lôi kéo đồng bào dân tộc Mông tham gia vào hoạt động phức tạp về an ninh, trật tự, lợi dụng tín ngưỡng, tôn giáo để tập hợp phát triển lực lượng lập "Nhà nước Mông". Tà đạo "Giê Sùa" do David Her (tên thật là Hờ Chá Sùng, khoảng 60 tuổi, người Mông, quê quán ở huyện Phông Xa Vẳn, Xiêng Khoảng, nước Lào, hiện đang định cư ở bang California, Mỹ) tự lập ra năm 2000 và bắt đầu tác động, ảnh hưởng vào vùng dân tộc Mông ở Việt Nam vào thời điểm từ đầu năm 2015. "Hội thánh chúa Giê Sùa" đã chỉnh sửa, xuyên tạc giáo lý, giáo luật của đạo Tin Lành để tuyên truyền cho rằng, tên chúa Giê Su phải gọi là Giê Sùa và giải thích rằng Giê Su là tên do nhà cầm quyền La Mã cố tình viết sai để lừa mọi người. David Her đã sáng tác lôgô của tà đạo "Giê Sùa" gồm chữ YESHUA ở phía trên, ngôi sao 6 cánh ở giữa cùng một số họa tiết và phía dưới là dòng chữ "House of Healing" (tạm dịch là "Ngôi nhà an lành"), lợi dụng một số câu, điều trong Kinh Thánh của đạo Tin Lành soạn ra giáo lý, giáo luật của tà đạo "Giê Sùa" và tuyên truyền vào vùng đồng bào dân tộc Mông.
Tà đạo "Giê Sùa" không thừa nhận tên chúa là Giê Su mà gọi là "Giê Sùa", không thừa nhận các nhân vật Adam và Eva trong Kinh Thánh mà thay thế bằng nhân vật khác có tên là "Chàng Ong" và "Cô Ía" theo truyền thuyết của người Mông. David Her tự nhận mình chính là thiên sứ (người đưa tin), sứ giả của Chúa Giê Sùa và biết trước ngày chúa tái lâm và sẽ làm vua của người Mông, ai tin và đi theo Chúa Giê Sùa sẽ có đất nước riêng, ai tin tưởng chúa "Giê Sùa" thì có được đất nước riêng của người Mông, cuộc sống sẽ ấm no, hạnh phúc. David Her đưa ra luận điệu cho rằng Chúa trời Giê-Hô-Va đã chia đất cho người Mông nhưng do người Mông không đoàn kết, không biết bảo vệ nhau nên đất đai bị các dân tộc khác xâm chiếm, cho nên người Mông mới không có lãnh thổ, đất nước riêng, suốt đời phải đi làm thuê cho dân tộc khác. Những người theo "Giê Sùa" cũng không thờ cúng ông bà, tổ tiên, phủ nhận Chúa Giê Su mà chỉ thờ Chúa Giê Sùa, không tổ chức lễ Giáng sinh, lễ Phục sinh hàng năm, họ đả kích và không thừa nhận các tôn giáo khác mà cho là chỉ có "Giê sùa" mới là tôn giáo thật, chính thống, tín nhân tà đạo này cũng kiêng ăn một số loài động vật như thịt lợn và một số loài cá không có vảy. Đối tượng tham gia của tà đạo "Giê Sùa" chủ yếu là người Mông theo các hệ phái Tin lành như Hội thánh Tin lành Việt Nam (miền Bắc), Hội thánh Tin lành Truyền giáo Phúc âm.

## Chú thích

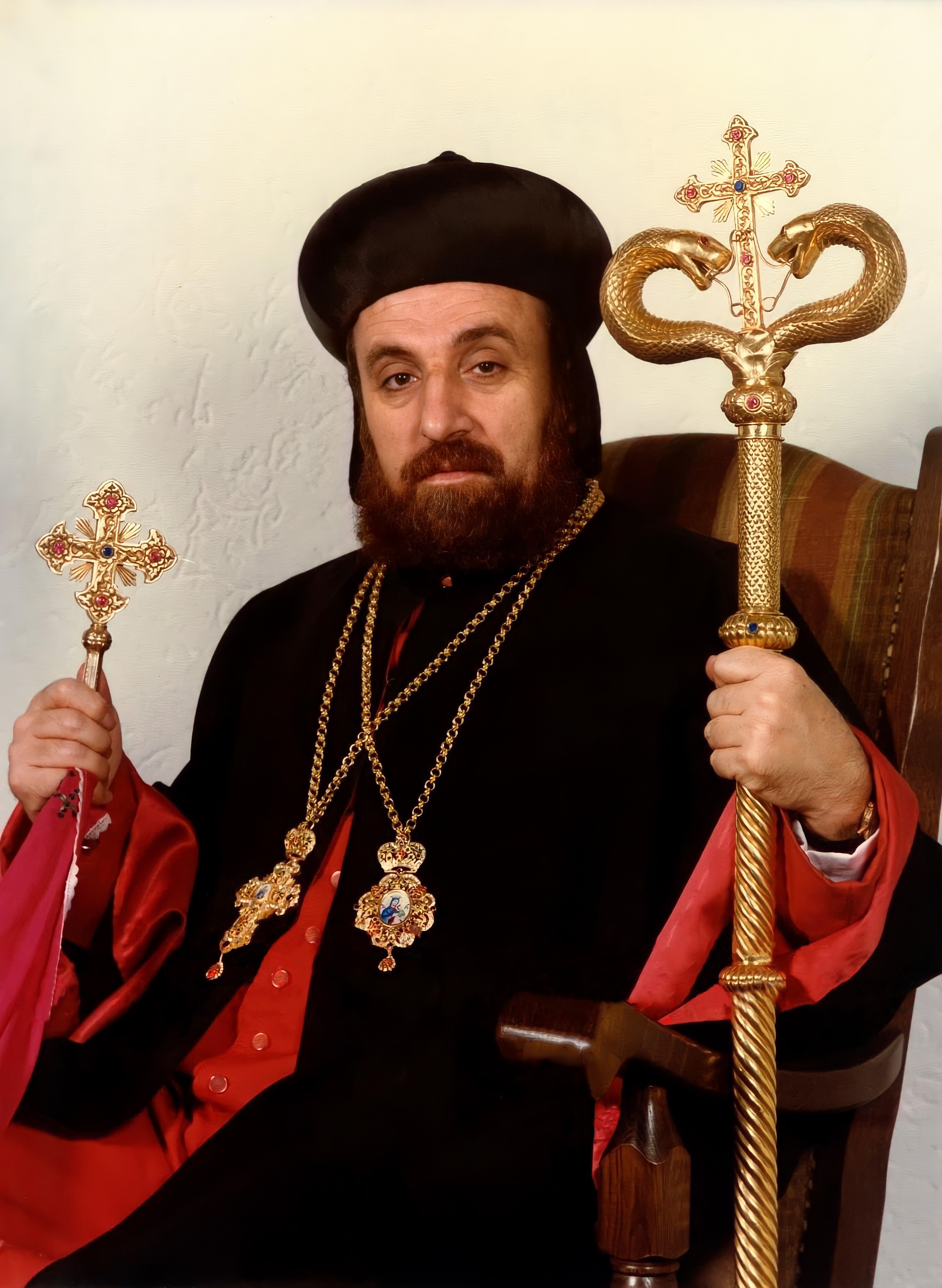
Mor Julius Yeshu Çiçek sử dụng tên ʿIsho để bảo tồn tên bằng tiếng Syria của Chúa Giêsu